# Chabannes (Adelsgeschlecht)

Wappen des Hauses Chabannes

Chabannes ist eine Familie des französischen Adels.

## Geschichte
Es tritt erstmals Ende des 14. Jahrhunderts als Herren von Charlus-le-Pailhoux (Corrèze) auf. Ab dem 15. Jahrhundert teilte sich die Familie in mehrere Zweige auf, von denen einige heute noch existieren.
Die bekanntesten Familienmitglieder sind:
- Jacques I. de Chabannes, † 1453
- Antoine de Chabannes, † 1488, Comte de Dammartin
- Geoffroy de Chabannes, 1466/94 bezeugt, Generalleutnant des Languedoc
- Gilbert de Chabannes, † 1493
- Jacques II. de Chabannes, 1515 Marschall von Frankreich, X 1525 in der Schlacht bei Pavia.

## Stammliste

### Die Herren von La Palice

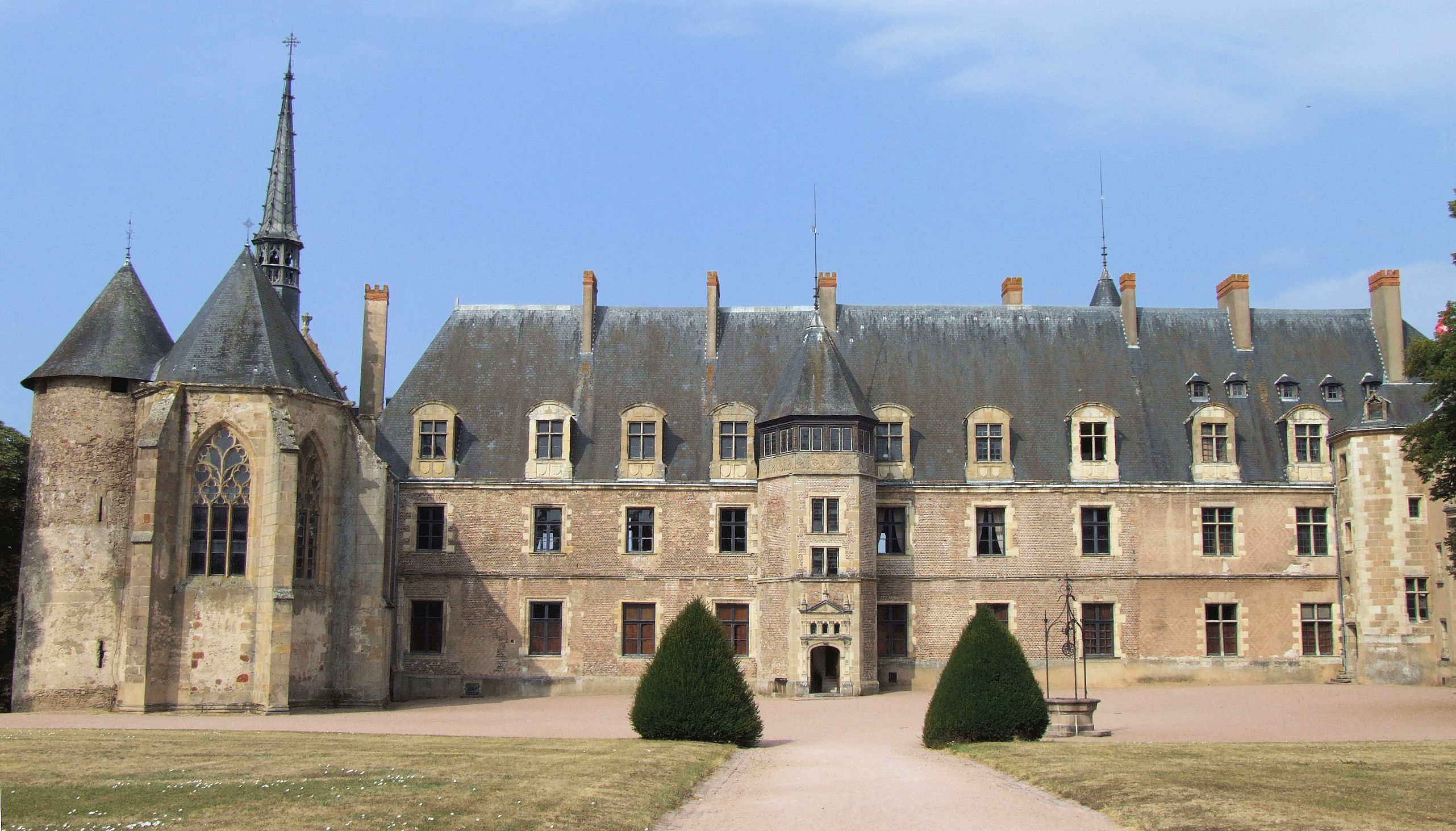
Das Schloss von Lapalisse, 1430 bis 1595 und wieder seit 1731 im Besitz der Familie

1. Hugues, Seigneur de Charlus-le-Pailloux um 1380
  1. Robert, X 1415 in der Schlacht von Azincourt, Seigneur de Charlus-le-Pailloux ; ⚭ Alix de Bort Dame de Pierrefite.
    1. Etienne, † 1423, Seigneur de Charlus-le-Pailloux
    2. Jacques I., Seigneur de La Palice et de Charlus ; ⚭ I Anne de Launay Dame de Fontenilles ; ⚭ II 1435 Anne, Tochter von Edouard de Lavieu Seigneur de Fougerolles
      1. Geoffroid Seigneur de La Palice, de Charlus, de Châtelperron et de Montagu-le-Blain (Allier) ; ⚭ 1462 Charlotte Tochter von Antoine de Prie Seigneur de Busançois
        1. Jacques II., Seigneur de La Palice, * um 1470, X 24. Februar 1525 in der Schlacht bei Pavia, Seigneur de La Palice, de Pacy, 7. Januar 1515 Marschall von Frankreich ; ⚭ I Jeanne, Tochter von Eustache, Vicomte d’Aunay; ⚭ II Marie Dame de Montricourt, d'Authon et de La Basoche, Tochter von Jean III. Seigneur d'Antoing (Haus Melun)
          1. Charles, † 1552, Seigneur de La Palice, de Montagu, de Châtelperron, de Chizelles, de Dompierre et de Vandenesse ; ⚭ I Anne de Mendozze ; ⚭ II Catherine, Tochter von Antoine de La Rochefoucauld, Seigneur de Barbezieux (Haus La Rochefoucauld)
            1. Antoine
            2. Eléonore, Dame de La Palice ; ⚭ I Just III Seigneur de Tournon ; ⚭ II 5. Januar 1570 Philibert de La Guiche (Haus La Guiche)
            3. Marie, † 1606 ; ⚭ Jean Seigneur de Langheac ; ⚭ II Louis Comte d'Aubijoux, † 1614 (Haus Amboise)
            4. Susanne ; ⚭ 17. Januar 1567 Jean Olivier Seigneur de Leuville
            5. Marguerite ; ⚭ Antoine Masquerel Seigneur d'Hermanville

          2. Marie ; ⚭ Claude Comte de Tende, † 1569 (Haus Savoyen)
          3. Charlotte ; ⚭ 19. Februar 1538 Antoine Seigneur de Moy
          4. Marguerite, Nonne
          5. Louise, Nonne

        2. Jean, † April 1524, Seigneur de Vandenesse ; ⚭ Claude Le Viste
        3. Françoise ; ⚭ I Louis de Miolans ; ⚭ II 8. Juli 1516 Jean Seigneur de Saint-Vallier, † 1539 (Haus Poitiers-Valentinois)
        4. Antoine, Bischof von Le Puy 1516-September 1535
        5. Charlotte, † 28. Mai 1540, Nonne
        6. Anne, Äbtissin von La Ferté
        7. Jeanne ; ⚭ 1474 Yves II Baron d'Alègre, † 1512
        8. Antoinette, † 1490 ; ⚭ 8. November 1481 Charles Prince de Carency (Bourbonen)
        9. Marguerite ; ⚭ Jean Seigneur de Sarcus

      2. Gilbert Seigneur de Curton; ⚭ I 26. November 1469 Françoise Tochter von Bertrand VI. de La Tour, Comte d’Auvergne (Haus La Tour d’Auvergne); ⚭ II 28. August 1484 Catherine La Pieuse Tochter von Jean VIII. Comte de Vendôme (Bourbonen) – Nachkommen siehe unten
      3. Agnès ; ⚭ Jean de Balsac Seigneur d'Entragues (Haus Balzac)

    3. Antoine, † 25. Dezember 1448, Seigneur de Saint-Fargeau et de Blancafort; ⚭ 20. September 1439 Marguerite Comtesse de Dammartin Tochter von Renaud de Nanteuil Seigneur d'Acy.
      1. Jean, Comte de Dammartin, Seigneur de Saint-Fargeau et de Blancafort ; ⚭ I Marguerite uneheliche Tochter von Nicolas d’Anjou, Herzog von Lothringen (Haus Valois-Anjou); ⚭ II Susanne Comtesse de Roussillon et Dame de Montpensier, Tochter von Louis de Bourbon, Comte de Roussillon en Dauphiné (Bourbonen)
        1. (I) Anne Comtesse de Dammartin ; ⚭ 1496 Jacques II., Seigneur de Coligny, † 1512 (Haus Coligny)
        2. (II) Antoinette, * 1498, † 1527, Dame de Saint-Fargeau et de Puisaye ; ⚭ René Seigneur de Mézières, † 1521 (Haus Valois-Anjou) ;
        3. (II) Avoye Comtesse de Dammartin ; ⚭ I Edmond de Prie Seigneur de Busançois ; ⚭ II Jacques Seigneur de Mauléon (Haus La Trémoille) ; ⚭ III Jacques de Brisay Seigneur de Beaumont

      2. Jeanne ; ⚭ 12. Februar 1405 Marquis de Beaufort (Haus Rogier de Beaufort); ⚭ II Jacques Baron d'Apchier
      3. Jacqueline Dame d'Onzain ; ⚭ 12. April 1469 Jean Vicomte de Polignac, † 1500 (Haus Chalençon)
      4. Anne

    4. Dauphine, † 1469, Äbtissin von Bonnesaigne
    5. Susanne ; ⚭ Balthasar de Neufville Seigneur de Magnac

### Die Marquis de Curton

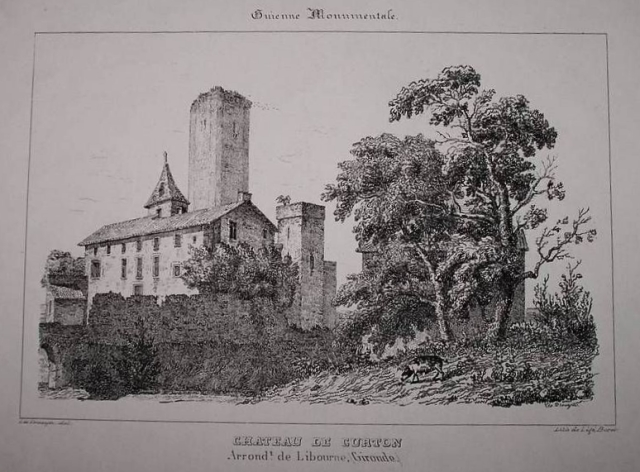
Château de Curton

1. Gilbert Seigneur de Curton; ⚭ I 26. November 1469 Françoise Tochter von Bertrand VI. de La Tour, Comte d’Auvergne (Haus La Tour d’Auvergne); ⚭ II 28. August 1484 Catherine La Pieuse Tochter von Jean VIII. Comte de Vendôme (Bourbonen) – Vorfahren siehe oben
  1. (I) Jean Seigneur de Curton, de Rochefort, d’Auriére, de Madic (Cantal), de Saint-Angeau et de Saignes ; ⚭ 12. Dezember 1495. Françoise Dame de Bois-Lamy et de Nozerolles, Tochter von Antoine Seigneur de Bois-Lamy.
    1. Joachim, † August 1559, Seigneur de Curton, Seigneur und ab Oktober 1556 Comte de Rochefort, Seigneur d’Aurière et de Madic ; ⚭ I 1524 Pétronille de Lévis, Tochter von Gilbert I. Comte de Ventadour (Haus Lévis); ⚭ II 28. Januar 1526 Louise Tochter von Antoine Seigneur de Pompadour ; ⚭ III 31. Dezember 1533 Catherine Tochter von François I Comte de La Rochefoucauld (Haus La Rochefoucauld) ; ⚭ IV 12. Februar 1547 Charlotte Tochter von Gérard de Vienne Seigneur du Pyrmont
      1. (I) Françoise
      2. (I) Catherine ; ⚭ 29. November 1540 François Seigneur d’Estaing
      3. (II) Jean, † 1553, Seigneur de Curton ; ⚭ Françoise Tochter von Jacques de Montboissier Marquis de Canillac
      4. (II) Isabelle Äbtissin von Le Pont-aux-Dames
      5. (II) Hélène Äbtissin von La Vassin
      6. (II) Catherine ; ⚭ François de Bar Seigneur de Baugy
      7. (III) François, Seigneur, ab Dezember 1563 Marquis de Curton, Comte de Rochefort, Vicomte de La Roche-Masselin ; ⚭ Renée Tochter von Antoine du Prat Seigneur de Nantouillet
        1. Christophe Marquis de Curton (etc) ; ⚭ I 29. September 1591 Marie Tochter von Jacques II. de Crussol, Duc d'Uzès (Haus Crussol) ; ⚭ II 18. August 1617 Claude Julien
          1. (II) 4 Töchter

        2. Henri Vicomte de La Roche-Masselin, dann Marquis de Curton (etc).
        3. Jean-Charles, Seigneur de Saint-Angeau, dann Marquis de Curton (etc.) ; ⚭ Louise Dame de Bournancel Tochter von César de Margival Seigneur de Salancy.
          1. François, † August 1659, Seigneur de Saint-Angeau,
          2. Christophe, Marquis de Curton (etc.) ; ⚭ 1658 Gabrielle Tochter von Gilbert de Rivoire Marquis du Palais
            1. Henri, † 16. Mai 1714, Marquis de Curton (etc.) ; ⚭ I 25. April 1680 Gabrielle Tochter von François de Montlezun Seigneur de Bezemeaux ; ⚭ II 1709 Catherine Tochter von Jean de Scorailles Comte de Roussille
              1. (I) Jacques, Marquis de Curton (etc). 1. Februar 1719 Brigadier ; ⚭ 1706 Marie-Charlotte Tochter von Jean Glucq, † 15. Januar 1724
              2. (I) Antoine „Le Comte de Chabannes“
              3. (I) Jean-Baptiste, * 27. Oktober 1688, „Le Chevalier de Chabannes“, Marquis de Curton (etc.) ; ⚭ 19. November 1731 Marie-Claire Tochter von Jean-Gabriel Marquis de Roquefeuil, † 12. September 1737.
                1. Pierre Antoine, * 14. September 1732, † 23. Juli 1748, Marquis de Chabannes-Curton
                2. Jeanne-Françoise, * 1735 ; ⚭ I 19. März 1747 Jean Bochard Marquis de Sainte-Marie ; ⚭ II 13. März 1763 Louis Marquis de Montillet
                3. Jacques, * 2. Juli 1737, † September 1780, Marquis de Curton (etc.), 1780 Feldmarschall ; ⚭ 22. Februar 1759 Marie-Elisabeth Tochter von Daniel Comte de Grignols, † 1812
                  1. Jacques-Gilbert,* 3. August 1760, † 1780, Marquis de Curton
                  2. Jean-Frédéric,* 17. Dezember 1762, † 1836, Marquis de Curton, Seigneur de La Palice ; ⚭ I 24. Juli 1780 Marie-Joséphine Tochter von Marc-René de Voyer de Paulmy d’Argenson und Marie-Jeanne-Constance de Mailly, † 24. Februar 1784 (Voyer (Adelsgeschlecht)); ⚭ II 10. Mai 1787 Annette Tochter von Jacob van Lennep, † 6. November 1839
                    1. (II) Anne-Marie, * 26. Februar 1788; ⚭ 20. Januar 1817 Paul Laverne Chevalier de Choulot;
                    2. (II) Olive-Louise, * 11. Juli 1791, Nonne
                    3. (II) Hugues-Jean, * 31. Dezember 1792, † 30. Januar 1869, Marquis de Curton et Marquis de La Palice, 1830 Feldmarschall ; ⚭ 16. August 1827 Mathilda Tochter von James Daws † 14. Januar 1854 – Nachkommen
                    4. (II) Laura-Cornélie, * 1795, † 1826
                    5. (II) Emma-Augusta, * 8. April 1797, † 27. Juli 1874
                    6. (II) Alfred-Jean, * 13. Januar 1799, † 3. Juni 1868, Comte de Chabannes-Curton, 20. April 1815 Feldmarschall ; ⚭ 16. September 1826 Antonetta Tochter von John Ellis – Nachkommen
                    7. (II) Anne-Henriette, * 1801, † 1857
                    8. (II) Octave-Pierre, * 16. Mai 1803, † 1889, Vicomte de Chabannes-Curton La Palice, 2. Dezember 1854 Konteradmiral, 24. Dezember 1861 Vizeadmiral, ⚭ 5. Oktober 1839 Grace Tochter von John Gibson-Maitland, † 4. Februar 1874 – Nachkommen

              4. (I) Françoise-Gabrielle ; ⚭ 2. Juli 1696 Jean-Paul Marquis de Faudoas, † 1696 (Haus Rochechouart)
              5. (I) Tochter, Äbtissin von La Vassin
              6. (I) Tochter, Nonne

            2. Gilbert
            3. Pierre Abt von Saint-Pierre de Vienne
            4. Jean, † 1692, „Le Chevalier de Chabannes“
            5. Françoise, † 20. Januar 1690, Äbtissin von La Vassin
            6. Elisabeth, † 8. Februar 1730, Äbtissin von La Vassin
            7. Tochter, Nonne

          3. Gabriel, Seigneur de Chaumont
          4. Isabelle Äbtissin von L'Esclache 1655-3. Mai 1663
          5. Marie, Nonne

        4. Antoine Seigneur de Nebouzan
        5. Gabrielle Äbtissin von L'Esclache 1646–1655

      8. (III) Jeanne ; ⚭ Jean de Chaslus Seigneur de Cordez
      9. (III) Catherine ; ⚭ Claude de Lestranges viComte de Cheylane
      10. (III) Catherine Äbtissin von Bonnesaignes 26. Mai 1555 bis 8. April 1605
      11. (IV) François I Comte de Saignes, Seigneur de Bois-Lamy, de Nozerolles, de Tinières, de La Jaille et de La Roche ; ⚭ 18. September 1570 Valentine Dame du Verger et de Trussy, Tochter von François d'Armes Seigneur du Verger – Nachkommen siehe unten
      12. (IV) Gabriel, Vicomte de Savigny, de Nozerolles et de Vernières ; ⚭ Gabrielle Tochter von Gabriel Seigneur d'Apchon – Nachkommen siehe unten
      13. (IV) Gilbert; ⚭ 14. Februar 1565 Jean de Monboissier Marquis de Canillac
      14. (IV) Jeanne ; ⚭ Simon de Loge Seigneur de La Boulaye

    2. François, X 24. Februar 1525 in der Schlacht bei Pavia, Seigneur de Bois-Lamy et Seigneur de Nozerolles
    3. Catherine, † 1566 ; ⚭ 19. Dezember 1519 Jean II Seigneur de Hautefort
    4. Hélène, ⚭ 11. Juni 1621 Jean de Dian Seigneur du Chaylar

  2. (II) 3 Töchter, Nonnen

### Die Grafen von Saignes
1. François I, Comte de Saignes, Seigneur de Bois-Lamy, de Nozerolles, de Tinières, de La Jaille et de La Roche ; ⚭ 18. September 1570 Valentine Dame du Verger et de Trussy, Tochter von François d'Armes Seigneur du Verger – Vorfahren siehe oben
  1. François II., † 11. Juli 1605, Comte de Saignes (etc.) ; ⚭ I 7. Februar 1595 Serène Tochter von François II Seigneur de Bauché ; ⚭ II 2. Oktober 1602 Hélène Tochter von Gui Comte du Lude (Haus Daillon)
    1. (II) François III Comte de Saignes (etc). ; ⚭ I 1630 Anne Tochter von Jean Dauver Seigneur de Rieux ; ⚭ II Marie de Cluys
      1. (II) Joseph, * 1668, † 1688, Comte de Saignes (etc)
      2. (II) Madeleine, Nonne

    2. (II) Anselme, † August 1683, Seigneur de Nozerolles ; ⚭ 7. Februar 1644 Gabrielle Tochter von René de Lestranges Baron de Maignac
      1. François Seigneur de Nozerolles et de Bois-Lamy ; ⚭ Marguerite Tochter von NN de La Marche Seigneur de Péguillon
        1. Pierre Seigneur de Nozerolles
        2. François

      2. Anne-Marie Seigneur de Mariol ; ⚭ 16. Februar 1681 Henriette Tochter von Jean Coeffier Seigneur de Demoret
        1. Henriette, * 18. November 1681
        2. Gilbert Honoré, * 30. Dezember 1682
        3. Joseph, † 1709
        4. Claude-Marie
        5. Annet-Marie
        6. François
        7. Marguerite

      3. Pierre
      4. Sohn

  2. Jacques Seigneur du Verger et Seigneur de Sainte-Colombe ; ⚭ 23. August 1610 Gabrielle Tochter von Léonard Babute Seigneur de La Bruyère
    1. François Seigneur du Verger ; ⚭ 12. Februar 1645 Antoinette Tochter von André Monnot Seigneur des Fontaines-en-Brie.
      1. Hubert Seigneur du Verger ; ⚭ 29. August 1678 Marie Tochter von Samuel de Charry Seigneur d'Urée
        1. Paul Seigneur du Puy et Seigneur d'Urée ; ⚭ 1. Juli 1715 Marie-Madeleine Tochter von Guillaume Sallonier Seigneur de Rozimont.
          1. Marie-Madeleine
          2. Gabriel-Jacques
          3. Charlotte-César, * 1718
          4. Louis-Jacques, * 29. November 1719
          5. Claude-François, * 21. Januar 1721, Seigneur du Verger ; ⚭ 26. Januar 1764 Marie-Antoinette Tochter von Jacques Fourvière Baron de Quincy, † guillotiniert 15. März 1793
            1. Jean-Baptiste, * 27. Dezember 1770, † 23. Februar 1851, Marquis de Chabannes-du-Verger, Pair de France (1815) ; ⚭ 20. Februar 1787 Cornélie Tochter von Charles Comte de Boisgelin, † 29. Juli 1852
              1. Eugène-Henri, * 18. Februar 1791, † 29. März 1877, Marquis de Chabannes-du-Verger ; ⚭ 29. Dezember 1819 Gabrielle Tochter von Anne de La Tour Comte de La Bâtie, † 13. Juni 1844 – Nachkommen
              2. Isaure-Eugénie ; ⚭ 11. August 1811 Henri Comte de Dreuille
              3. Louise-Henriette, † 9. November 1854 ; ⚭ 10. Januar 1826 Edouard Comte de Saint-Phalle

            2. Henri-Louis Comte de Chabannes ; ⚭ 1803 Marie-Adélaïde, † 14. August 1842 – Nachkommen
            3. Henriette-Susanne, † 6. März 1851 ; ⚭ I Joseph Fournier Vicomte d'Armes ; ⚭ II Eusèbe Marquis de Barbançois-Sarzay
            4. Louise Susanne, ⚭ 9. Oktober 1803 Gilbert Comte de Sartigues

          6. Guillaume Hubert, * 19. August 1723

        2. 2 Töchter

      2. Henri Gaston
      3. René
      4. Gabrielle
      5. Antoinette, Nonne
      6. Marie, Nonne

    2. Claude, Mönch
    3. Joachim Seigneur de Sainte-Colombe
    4. Louis Seigneur de Vaux
    5. Pierre Seigneur de Chaillou
    6. Marie
    7. Gabrielle, Nonne
    8. Antoinette

  3. Joachim Seigneur de Trussy ; ⚭ 1598 Gilberte Dame de La Mothe-Feuilly Tochter von Jean Seigneur de La Mothe-Feuilly (Bourbonen)
    1. Joachim Seigneur de Trussy
    2. François Seigneur de La Mothe-Feuilly
      1. Sohn, Seigneur de La Mothe-Feuilly

    3. Gabriel Seigneur de Faye ; ⚭ 1632 Julienne Dame de Sarragosse Tochter von Jacques de Saint-Aubin Seigneur de Sarragosse
      1. 3 Söhne
      2. Tochter

    4. Sohn, Seigneur de Seauve ; ⚭ NN de La Ville de Moulins
    5. Jeanne ; ⚭ 1620 Jean de Saconnin Baron de Brezolles

  4. Edme Seigneur de Sainte-Colombe, Mönch
  5. Gilberte, † 27. August 1614 ; ⚭ 12. Mai 1612 Claude de La Rivière

### Die Grafen von Pionzac
1. Gabriel Vicomte de Savigny, de Nozerolles et de Vernières ; ⚭ Gabrielle Tochter von Gabriel Seigneur d'Apchon – Vorfahren siehe oben
  1. Jacques Vicomte de Savigny ; ⚭ 9. März 1604 Charlotte Comtesse de Pionzac Tochter von Gilbert Seigneur de Chazeron.
    1. Gilbert Comte de Pionzac, Vicomte de Savigny, 23. August 1650 Feldmarschall ; ⚭ 24. Mai 1637 Marie Tochter von Gilbert de Champfeu Seigneur d'Uriage
      1. Gilbert, * 16. Juli 1646, † 20. April 1720, „Le Marquis de Chabannes“, Comte de Pionzac ; ⚭ 30. Juni 1681 Anne-Françoise Tochter von Antoine de Lutzelbourg
        1. Gaspard-Gilbert, * 7. September 1685, Comte de Pionzac ; ⚭ April 1708 Philiberte Tochter von Claude Marquis d'Apchon
          1. Gilbert
          2. Jean
          3. Joseph

        2. François-Antoine ; ⚭ Marie-Claude Tochter von Claude de Cahouet
        3. Thomas, 1719 Brigadier
        4. Charles
        5. Marguerite, Nonne
        6. Anne-Josèphe, * 16. Oktober 1690 ; ⚭ 1707 Anne de La Queille Seigneur de Pramenoux

      2. Thomas „Le Comte de Chabannes“, Seigneur de Belarbre ; ⚭ Anne Tochter von NN Boyer Seigneur de Saunat
        1. Jacques-Louis
        2. Joseph-Gaspard, Abt von Valricher
        3. Jacqueline, Äbtissin von Bonlieu
        4. Gilberte, Nonne

      3. Gilberte, Nonne
      4. Susanne, Nonne
      5. Marie, Nonne

    2. Jacques Seigneur du Mont ; ⚭ Marguerite Tochter von Jean de Guise Seigneur du Tanquert
      1. Gabriel, Mönch

    3. Gabriel Seigneur de Preaux
    4. Gabrielle ; ⚭ 9. November 1632 Annet Seigneur de La Rochebriant

  2. Charlotte ; ⚭ 28. März 1598 Pierre de Beauverger Seigneur de Montgon

## Weblink
- Das Haus Chabannes bei web.genealogies